# Stocktjärnen, Lappland
Stocktjärnen är en sjö i Sorsele kommun i Lappland och ingår i Skellefteälvens huvudavrinningsområde. Sjön har en area på 0,108 kvadratkilometer och ligger 397,4 meter över havet.

## Delavrinningsområde
Stocktjärnen ingår i det delavrinningsområde (726192-160345) som SMHI kallar för Mynnar i Storselet. Medelhöjden är 427 meter över havet och ytan är 31,25 kvadratkilometer. Det finns inga avrinningsområden uppströms utan avrinningsområdet är högsta punkten. Stockbäcken som avvattnar avrinningsområdet har biflödesordning 3, vilket innebär att vattnet flödar genom totalt 3 vattendrag innan det når havet efter 188 kilometer. Avrinningsområdet består mestadels av skog (83 procent) och sankmarker (13 procent). Avrinningsområdet har 0,11 kvadratkilometer vattenytor vilket ger det en sjöprocent på 1,9 procent.